# Castelli lunigianesi
Per castelli lunigianesi o castelli della Lunigiana s'intende l'insieme delle strutture militari medievali, oggi a vari livelli di conservazione, che costituiscono lo scenario storico-architettonico di quasi tutti i borghi della Lunigiana, regione storica italiana, oggi suddivisa dal punto di vista amministrativo tra Liguria e Toscana, corrispondente grossomodo alla Val di Magra, fino alla costa apuana, ed all'alto corso del torrente Aulella.

## Premessa
In Antichità, la Lunigiana fu il territorio abitato dai Liguri Apuani, e in seguito passò sotto la potenza della colonia romana di Luni. Roma però, si limitò a costruire delle strade: l'Emilia Scauri, la Via delle Cento Miglia e in seguito la Via Aurelia. Nell'alto Medioevo furono create nuove strade, anzitutto la Via Francigena e la Valdaterna, su cui si fondano paesi come Pontremoli (già abitata dai Liguri Apuani) ed Aulla. La Lunigiana era in quel periodo feudo longobardo parte dei domini del margravio Oberto I di Milano e fu in seguito spartita tra i diversi casati originati dalla stirpe obertenga. Nella fattispecie, la Lunigiana fu spartita tra i vari rami della famiglia Malaspina che se ne divisero i territori lungo il corso del fiume Magra: le terre a sinistra del fiume andarono allo Spino Fiorito di Moroello I Malaspina (in realtà, vero capostipite fu Obizzino Malaspina, † 1249/1254) e quelle a destra allo Spino Secco di Obizzo II Malaspina (in realtà, vero capostipite fu Corrado I Malaspina, 1180–post 1254). Contestualmente, la regione fu interessata da un massiccio incastellamento che portò alla proliferazione delle fortezze e dei castelli che vengono nel seguito elencati.

## I castelli

### Castelli dello Spino Secco (o antecedenti)
| Immagine | Immagine storica | Nome                              | Proprietà         | Melaspina dal | al | visitabile | Comune                           | Provincia | Note                                                      | Coordinate                 |
| -------- | ---------------- | --------------------------------- | ----------------- | ------------- | -- | ---------- | -------------------------------- | --------- | --------------------------------------------------------- | -------------------------- |
| 150px    |                  | Castello di Zeri                  |                   |               |    | si         | Zeri                             | MS        | castello distrutto in età antica ne restano solo rovine   |                            |
|          |                  | Castello di Gavedo                | proprietà privata |               |    | no         | Gavedo frazione di Mulazzo       | MS        | edificio restaurato, era parte del Marchesato di Groppoli | 44°18′00.65″N 9°54′17.14″E |
| 150px    |                  | Palazzo Malaspina di Castagnetoli |                   |               |    | no         | Castagnetoli frazione di Mulazzo | MS        |                                                           | 44°20′11.83″N 9°52′36.08″E |
| 150px    |                  | Palazzo Malaspina di Montereggio  |                   |               |    |            | Montereggio frazione di Mulazzo  | MS        |                                                           | 44°17′42.18″N 9°50′36.74″E |
| 150px    |                  | Palazzo Malaspina di Mulazzo      |                   |               |    |            | Mulazzo                          | MS        |                                                           | 44°18′58.14″N 9°53′23.06″E |
| 150px    |                  | Torre di Dante (Mulazzo)          |                   |               |    |            | Mulazzo                          | MS        |                                                           | 44°18′58.18″N 9°53′24.72″E |
|          |                  | Castello Malaspina di Castevoli   |                   |               |    |            | Castevoli frazione di Mulazzo    | MS        |                                                           | 44°17′25.98″N 9°54′29.38″E |
|          |                  | Castello di Tresana               |                   |               |    |            | Tresana                          | MS        |                                                           | 44°15′18.61″N 9°54′54″E    |
|          |                  | Castello di Villa                 |                   |               |    |            | a Villa frazione di Tresana      | MS        |                                                           | 44°15′11.63″N 9°53′50.21″E |
|          |                  | Castello Malaspina di Giovagallo  |                   |               |    |            | a Giovagallo frazione di Tresana | MS        | castello distrutto in età antica ne restano solo rovine   | 44°13′39.9″N 9°52′52.57″E  |
|          |                  | Castello Malaspina di Lusuolo     |                   |               |    |            | a Lusuolo frazione di Mulazzo    | MS        |                                                           | 44°15′56.52″N 9°56′51.83″E |
|          |                  | Castello di Malnido               |                   |               |    |            | a Villafranca in Lunigiana       | MS        |                                                           | 44°17′23.28″N 9°56′51.29″E |

Stemma originario dei Malaspina dallo Spino Secco
(Troncato d'oro e di rosso, con uno spino secco, al naturale, attraversante.)

| 150px    |                  | Castello di Pozzo                 |                   |               |    |            | Pozzo frazione di Mulazzo        | MS        |                                                           | 44°19′15.49″N 9°52′44.65″E |
|          |                  | Castello di Podenzana             |                   |               |    |            | a Podenzana                      | MS        |                                                           | 44°12′26.03″N 9°57′12.28″E |

### Castelli dello Spino Fiorito (o antecedenti)

Stemma originario dei Malaspina dallo Spino Fiorito
(Troncato d'oro e di rosso allo spino al naturale fiorito d'argento posto in palo ed attraversante.)

| Immagine | Immagine storica | Nome                                 | Proprietà | Melaspina dal | al | visitabile | Comune                                                    | Provincia | Note                                              | Coordinate                  |
| -------- | ---------------- | ------------------------------------ | --------- | ------------- | -- | ---------- | --------------------------------------------------------- | --------- | ------------------------------------------------- | --------------------------- |
|          |                  | Castello della Rocca Sigillina       |           |               |    |            | Rocca Sigillina frazione di Filattiera                    | MS        | oggi rimane solo un massiccio bastione poligonale | 44°22′00.52″N 9°57′22.03″E  |
|          |                  | Castello Malaspina di Filattiera     | privata   |               |    |            | Filattiera                                                | MS        |                                                   | 44°19′54.84″N 9°56′13.09″E  |
|          |                  | Torre di San Giorgio di Filattiera   |           |               |    |            | Filattiera                                                | MS        |                                                   |                             |
| 150px    |                  | Castello Malaspina di Treschietto    |           |               |    |            | a Treschietto frazione di Bagnone                         | MS        |                                                   | 44°20′16.66″N 10°00′27.47″E |
| 150px    |                  | Palazzo Malaspina di Corlaga         |           |               |    |            | a Corlaga frazione di Bagnone                             | MS        |                                                   | 44°19′55.52″N 9°59′47″E     |
|          |                  | Castello di Castiglione del Terziere |           |               |    |            | a Castiglione del Terziere frazione di Bagnone            | MS        |                                                   | 44°17′41.24″N 9°59′29.22″E  |
|          |                  | Castello Malaspina di Bagnone        |           |               |    |            | a Bagnone                                                 | MS        |                                                   | 44°18′52.24″N 9°59′49.42″E  |
|          |                  | Castello di Comano                   |           |               |    |            | a Comano (Italia)                                         | MS        |                                                   | 44°17′48.44″N 10°08′21.55″E |
| 150px    |                  | Castello di Groppo San Pietro        |           |               |    |            | a Groppo San Pietro frazione di Comano (Italia)           | MS        |                                                   | 44°17′57.26″N 10°06′44.42″E |
|          |                  | Castello di Fornoli                  |           |               |    |            | a Fornoli frazione di Villafranca in Lunigiana            | MS        |                                                   |                             |
|          |                  | Castello di Malgrate                 |           |               |    |            | a Malgrate Lunigiana frazione di Villafranca in Lunigiana | MS        |                                                   | 44°18′50.68″N 9°58′15.42″E  |
|          |                  | Castello Malaspina di Virgoletta     |           |               |    |            | a Virgoletta frazione di Villafranca in Lunigiana         | MS        |                                                   | 44°17′52.84″N 9°58′24.56″E  |
|          |                  | Castello Malaspina di Licciana       |           |               |    |            | a Licciana Nardi                                          | MS        |                                                   | 44°15′54.9″N 10°02′19.25″E  |
|          |                  | Castello di Castel del Piano         |           |               |    |            | a Licciana Nardi                                          | MS        |                                                   | 44°15′46.08″N 10°02′11.08″E |
|          |                  | Castello della Bastia                |           |               |    |            | a Bastia frazione di Licciana Nardi                       | MS        |                                                   | 44°15′52.52″N 10°02′54.71″E |
|          |                  | Castello di Monti                    |           |               |    |            | a Monti frazione di Licciana Nardi                        | MS        |                                                   | 44°15′03.35″N 10°00′14.65″E |
|          |                  | Castello Malaspina di Pontebosio     | privata   |               |    |            | a Pontebosio frazione di Licciana Nardi                   | MS        | castello restaurato                               | 44°15′01.19″N 10°01′19.74″E |
|          |                  | Castello di Terrarossa               |           |               |    |            | a Terrarossa, frazione di Licciana Nardi                  | MS        |                                                   | 44°13′47.46″N 9°57′54.5″E   |
|          |                  | Castello Malaspina di Olivola        |           |               |    |            | a Olivola (Aulla) frazione di Aulla                       | MS        |                                                   | 44°13′35.55″N 10°01′47.24″E |
|          |                  | Castello di Bigliolo                 |           |               |    |            | a Bigliolo frazione di Aulla                              | MS        |                                                   |                             |
|          |                  | Castello di Bibola                   |           |               |    |            | a Bibola frazione di Aulla                                | MS        |                                                   |                             |
|          |                  | Castello di Caprigliola              |           |               |    |            | a Caprigliola, frazione di Aulla                          | MS        |                                                   |                             |
|          |                  | Fortezza della Brunella              |           |               |    |            | ad Aulla                                                  | MS        |                                                   |                             |
|          |                  | Castello di Agnino                   |           |               |    |            | ad Agnino, frazione di Fivizzano                          | MS        |                                                   |                             |
|          |                  | Fortezza della Verrucola             |           |               |    |            | a Verrucola, frazione di Fivizzano                        | MS        |                                                   |                             |
|          |                  | Castello di Montechiaro (Fivizzano)  |           |               |    |            | a Turlago, frazione di Fivizzano                          | MS        |                                                   |                             |
|          |                  | Castel dell'Aquila                   |           |               |    |            | a Gragnola (Fivizzano), frazione di Fivizzano             | MS        |                                                   |                             |
|          |                  | Castello di Viano                    |           |               |    |            | a Viano, frazione di Fivizzano                            | MS        |                                                   |                             |
|          |                  | Castello di Aiola                    |           |               |    |            | a Aiola, frazione di Fivizzano                            | MS        |                                                   | 44°09′34.13″N 10°08′07.55″E |
|          |                  | Castello di Regnano                  |           |               |    |            | a Regnano, frazione di Casola in Lunigiana                | MS        |                                                   |                             |
|          |                  | Torre di Casola                      |           |               |    |            | a Casola in Lunigiana                                     | MS        |                                                   |                             |
|          |                  | Castello di Codiponte                |           |               |    |            | a Codiponte, frazione del comune di Casola in Lunigiana   | MS        |                                                   |                             |
|          |                  | Castello di Ponzanello               |           |               |    |            | a Ponzanello, frazione del comune di Fosdinovo            | MS        |                                                   | 44°10′03.22″N 10°00′05.38″E |
|          |                  | Castello Malaspina (Fosdinovo)       | privata   |               |    |            | a Fosdinovo                                               | MS        |                                                   | 44°08′09″N 10°01′16″E       |
|          |                  | Castello di Marciaso                 |           |               |    |            | a Marciaso                                                | MS        |                                                   |                             |

### Castelli di confine
| Immagine | Immagine storica | Nome                   | Proprietà | Melaspina dal | al | visitabile | Comune                             | Provincia | Note | Coordinate |
| -------- | ---------------- | ---------------------- | --------- | ------------- | -- | ---------- | ---------------------------------- | --------- | ---- | ---------- |
|          |                  | Castello del Piagnaro  |           |               |    |            | a Pontremoli                       | MS        |      |            |
|          |                  | Castello di Grondola   |           |               |    |            | a Grondola, frazione di Pontremoli | MS        |      |            |
|          |                  | Palazzo Cybo Malaspina |           |               |    |            | a Carrara                          | MS        |      |            |
|          |                  | Torre di Castruccio    |           |               |    |            | a Avenza frazione di Carrara       | MS        |      |            |
|          |                  | Castello Malaspina     |           |               |    |            | a Massa                            | MS        |      |            |
|          |                  | Castello Aghinolfi     |           |               |    |            | a Montignoso                       | MS        |      |            |
|          |                  | Castello di Moneta     |           |               |    |            | a Carrara                          | MS        |      |            |

### Esplicative
1. ↑  Per un rapido approfondimento circa gli Obertenghi, si vedano:  Mario Nobili, Il patrimonio degli Obertenghi. Gli Obertenghi e altri saggi, Spoleto, Fond.Centro it. st. Alto Medioevo, 2006, ISBN 88-7988-248-1.  Mario Nobili, Le signorie territoriali degli Obertenghi in Lunigiana, in Amleto Spicciani e Cinzio Violante (a cura di), La signoria rurale nel medioevo italiano, Pisa, Edizioni ETS, 1997,  pp. 19-37.  Mario Nobili, Alcune considerazioni circa l'estensione, la distribuzione territoriale e il significato del patrimonio degli Obertenghi (metà secolo X-inizio secolo XII), in Formazione e strutture dei ceti dominanti nel medioevo: marchesi, conti e visconti nel Regno Italico (secc.  IX-XII), Roma, Istituto storico italiano del Medioevo, 1988. ecc.
2. ↑  Per un rapido approfondimento sulla divisione dell'originale dominio malaspiniano in Lunigiana, si vedano:  Alessandro Soddu, Struttura familiare e potere territoriale nella signoria dei Malaspina, in Giornale Storico della Lunigiana e del territorio Lucense, LV, 2004,  pp. 135-152.  Laura Lotti, I castelli dei Malaspina in Lunigiana dal Medioevo al Settecento : le dame, i cavalieri, le violenze, Edizioni dell'Assemblea (n. 154), Firenze, Regione Toscana, Consiglio regionale, febbraio 2018, ISBN 9788889365977, OCLC 1039888394.

### Bibliografiche
1. ↑  Gallo 2004, p. 9.
2. ↑  Preistoria in Lunigiana, sito web Terre di Lunigiana
3. ↑  Gallo 2002, pp. 155-157.
4. ↑  Gallo 2002, pp. 201-202.
5. ↑  Gallo 2002, pp. 216-219.